# No Sleep (Wiz Khalifa)
No Sleep è un brano musicale del rapper statunitense Wiz Khalifa, estratto come terzo singolo dall'album Rolling Papers. Il brano è stato scritto da Wiz Khalifa e Benjamin Levin e prodotto da Benny Blanco. Il video musicale del brano è stato diretto da Colin Tilley.

## Tracce
Digital download
1. No Sleep – 3:11

## Classifiche
| Classifica (2011) | Posizione massima |
| ----------------- | ----------------- |
| Stati Uniti       | 6                 |
| US Pop            | 36                |
| US Rap            | 23                |